# حاجی تپه، ماساللی
حاجی‌تپه (به ترکی آذربایجانی: Hacıtəpə) یک منطقه مسکونی در جمهوری آذربایجان است که در شهرستان ماسال‌لی واقع شده‌است. حاجی‌تپه ۱۳۲۳ نفر جمعیت دارد.